# Cornelius van Marle
Cornelius van Marle (Leiden, 11 februari 1783 - Utrecht, 15 november 1859) was een Nederlands dichter en ambtenaar.

## Biografie
Van Marle verkreeg zijn scholing aan de Franse school en het gymnasium. Op zeventienjarige leeftijd schreef hij zich in bij de Universiteit Leiden waar hij rechten ging studeren. Van Marle leidde een losbandig studentenleven en zou ongodsdienstig zijn. Tevens las hij liever Franse boeken dan dat hij colleges volgde. Van Marle werd vervolgens onder de hoede genomen van Frans Antoni Bosse en in 1808 studeerde hij af. Een jaar later verloor Van Marle onder onduidelijke omstandigheden zijn gehele vermogen en verdiende hij zijn kostje bij elkaar als vertaler en broodschrijver. In 1810 werd hij door Alexander Gogel aangesteld bij de belastingen in Amsterdam. Twee jaar later werd hij overgeplaatst naar de Waarborg. In het geheim was Van Marle begonnen om satirische gedichten te schrijven over keizer Napoleon Bonaparte op de achterzijde van de belastingpapieren.
Op 23 april 1813 werd Van Marle gearresteerd, waarschijnlijk voor het schrijven van het gedicht Katabasis, en vanuit de kerker schreef hij een protestgedicht. Bij het gedicht stond een citaat uit Joost van den Vondels Roskam. Hij werd echter naar 24 uur weer vrijgelaten. Na zijn vrijlating ging Van Marle verder met spotdichten en na de bevrijding van Nederland in 1814 bundelde hij zijn werken in de Rijmelarij. Nog datzelfde jaar verscheen er een tweede druk hiervan.
Met het vertrek van de Fransen ging het ook goed met zijn carrière. Hij werd eerst hoofdcontroleur van de arrondissementen Den Haag en Leiden en in september 1814 werd hij door koning Willem I der Nederlanden naar Brussel benoemd tot inspecteur van de Waarborg in Brussel die hij aldaar moest oprichten. Vanaf 1816 was hij ook hoofdredacteur van de Algemeene Nederlandsche Courant. Na de Belgische Opstand was hij een tijdje werkeloos, maar in 1834 werd Van Marle benoemd tot inspecteur van de Waarborg in Noord-Nederland en in 1840 als inspecteur-generaal van de kantoren van de Waarborg. Zowel in zijn Brusselse als Utrechtse tijd was hij betrokken in het genootschapsleven, maar een nieuwe dichtbundel werd niet gepubliceerd. De Rijmelarij bleef daarom zijn belangrijkste wapenfeit als dichter.
- Biografisch Portaal: 21325449
- Digitale Bibliotheek voor de Nederlandse Letteren: marl001
- Virtual International Authority File: 287386403